# Болівар (Огайо)
Болівар (англ. Bolivar) — селище (англ. village) в США, в окрузі Таскарвас штату Огайо. Населення — 1000 осіб (2020).

## Географія
Болівар розташований за координатами 40°39′2″ пн. ш. 81°27′20″ зх. д. / 40.65056° пн. ш. 81.45556° зх. д. (40.650535, -81.455672).  За даними Бюро перепису населення США в 2010 році селище мало площу 1,81 км², з яких 1,80 км² — суходіл та 0,02 км² — водойми.

## Демографія
Згідно з переписом 2010 року, у селищі мешкали 994 особи в 380 домогосподарствах у складі 257 родин. Густота населення становила 548 осіб/км².  Було 396 помешкань (218/км²).
Расовий склад населення:
| - 98,8 % — білих - 0,4 % — корінних американців - 0,2 % — азіатів - 0,1 % — чорних або афроамериканців |

До двох чи більше рас належало 0,5 %. Частка іспаномовних становила 0,7 % від усіх жителів.
За віковим діапазоном населення розподілялося таким чином: 21,0 % — особи молодші 18 років, 57,6 % — особи у віці 18—64 років, 21,4 % — особи у віці 65 років та старші. Медіана віку мешканця становила 45,9 року. На 100 осіб жіночої статі у селищі припадало 88,3 чоловіків;  на 100 жінок у віці від 18 років та старших — 81,3 чоловіків також старших 18 років.
Середній дохід на одне домашнє господарство  становив 62 568 доларів США (медіана — 53 182), а середній дохід на одну сім'ю — 71 327 доларів (медіана — 60 446). Медіана доходів становила 48 750 доларів для чоловіків та 34 167 доларів для жінок. За межею бідності перебувало 5,3 % осіб, у тому числі 8,3 % дітей у віці до 18 років та 2,4 % осіб у віці 65 років та старших.
Цивільне працевлаштоване населення становило 471 осіб. Основні галузі зайнятості: освіта, охорона здоров'я та соціальна допомога — 26,5 %, виробництво — 18,0 %, роздрібна торгівля — 11,7 %, мистецтво, розваги та відпочинок — 8,5 %.